# Velledopsis
Velledopsis is een kevergeslacht uit de familie van de boktorren (Cerambycidae). De wetenschappelijke naam van het geslacht werd voor het eerst geldig gepubliceerd in 1936 door Breuning.

## Soorten
Velledopsis omvat de volgende soorten:
- Velledopsis kenyensis Breuning, 1936
- Velledopsis tanganycae Breuning, 1969